# カントリー・マイ・ウェイ
『カントリー・マイ・ウェイ』は、小坂一也のアルバム。1971年に日本ビクター傘下のグリーン・シティーからリリースされた。

## 収録曲
Side 1
1. 北風
2. カウライジャ
3. 偽りの心
4. テネシー・ワルツ
5. ヘイ・グッド・ルッキン
6. ユー・アー・マイ・サンシャイン

Side 2
1. 悲しきディスク・ジョッキー
2. 愛さずにはいられない
3. カウボーイ・ブーツ
4. 黒いリムジン
5. マンション・オン・ザ・ヒル
6. ユー・オール・カム

## パーソネル
- 小坂一也（歌）
- カントリー・オールスターズ（伴奏）
- 石田新太郎（編曲）